# AS Douanes (Togo)
Association Sportive des Douanes de Lomé là một câu lạc bộ bóng đá Togo có trụ sở ở Lomé, thi đấu ở giải cao nhất của bóng đá Togo. Sân nhà của đội bóng là Stade Agoè-Nyivé.

## Thành tích
- Togolese Championnat National: 2

2002, 2005
- Cúp bóng đá Togo: 1

2004

## Thành tích ở các giải đấu CAF
- CAF Champions League: 2 lần tham gia

2003 – Vòng Một
2004 – Vòng Hai
- CAF Confederation Cup: 2 lần tham gia

2005 – Vòng Một
2014 – Vòng Một